# Salam Fayyad

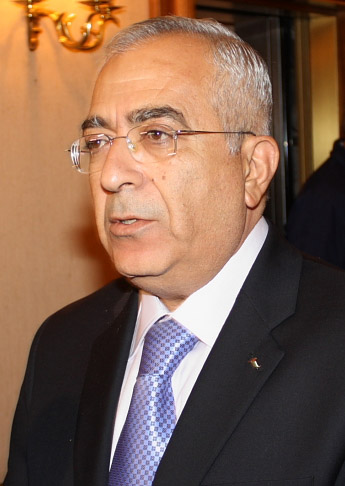
Salam Fayyad (2009)

Salam Fayyad (arabisch سلام فياض, DMG Salām Fayyāḍ, auch Faiyad; * April 1952 in Dair al-Ghussun) ist ein palästinensischer Wirtschaftswissenschaftler und Politiker (Partei des „Dritten Weges“). Er war 2007 bis 2013 Ministerpräsident der Palästinensischen Autonomiegebiete. Zuvor war er von 2002 bis 2005 und erneut ab März 2007 Finanzminister.

## Leben
Fayyad wurde 1952 in Dair al-Ghassun bei Tulkarm im damals von Jordanien annektierten Westjordanland geboren. Nach seiner Promotion in Wirtschaftswissenschaften in Austin in Texas arbeitete er zunächst als Dozent an der Yarmuk-Universität in Jordanien. Daneben erwarb er ein Ingenieurdiplom der Amerikanischen Universität in Beirut. 1987 trat er eine Stelle bei dem Internationalen Währungsfonds (IWF) in Washington an. Von 1995 bis 2001 arbeitete er in Jerusalem als ansässiger Vertreter des Internationalen Währungsfonds in Palästina und überwachte die Finanzreformen der Autonomiebehörde.
Im Jahr 2002 wurde er von der damals regierenden Fatah als parteiloser Ökonom zum Finanzminister berufen. Unter seiner Führung wurden grundlegende Reformen des Finanzwesens initiiert, sowie wichtige Maßnahmen in einer Anti-Korruptions-Kampagne vollzogen, für die er internationale Anerkennung erntete. Er schied im Jahr 2005 aus dem Amt aus und gründete später die Partei des „Dritten Weges“.
Am 18. März 2007 wurde er zum Finanzminister der geplanten Einheitsregierung aus den rivalisierenden Palästinensergruppen Fatah und Hamas ernannt. Am 15. Juni 2007 gab der Präsident der Palästinensischen Autonomiebehörde Mahmud Abbas bekannt, er werde Salam Fayyad mit der Führung einer Notstandsregierung beauftragen. Zuvor hatte er den bisherigen Ministerpräsidenten Ismail Haniyya vor dem Hintergrund des bewaffneten Konflikts zwischen Fatah und Hamas für abgesetzt erklärt.
Am 7. März 2009 trat die von Fayyad geführte Regierung zurück, um den Weg für eine Einheitsregierung unter Beteiligung von Fatah und Hamas freizumachen. Präsident Mahmud Abbas forderte Fayyad zum Verbleib im Amt während dieser Verhandlungen auf. Nachdem fünf Runden solcher von Ägypten vermittelten Verhandlungen gescheitert waren, wurde Fayyad am 19. Mai von Abbas erneut mit dem Amt des Ministerpräsidenten betraut.
Am 14. Februar 2011 trat die palästinensische Regierung um Ministerpräsident Salam Fayyad zurück. Damit sollte eine Neubesetzung mehrerer Ministerposten ermöglicht werden. Präsident Abbas hatte zu diesem Schritt gedrängt. Beobachter werteten dies unter anderem als eine Reaktion auf die Unruhen und politischen Umwälzungen in Ägypten. Fayyad selbst blieb bei der Regierungsumbildung im Amt.
Am 16. Mai 2012 wurde ein aus Fatah-nahen Fachleuten bestehendes Übergangskabinett von Abbas vereidigt. Laut Abbas sollte es die Verwaltung sicherstellen, bis die Hamas in die Regierung eingebunden werden könnte. Fayyad blieb Ministerpräsident, gab aber das bis dahin von ihm betreute Finanzministerium an Nabil Kassis ab. Als Abbas den Rücktritt von Kassis im März 2013 annahm, wurden Differenzen zwischen Präsident und Ministerpräsident bekannt – Fayyad hatte sich gegen einen Rücktritt von Kassis ausgesprochen.
Im April 2013 wurde bekannt, dass Fayyad seinen Rücktritt als Ministerpräsident bei Mahmud Abbas eingereicht hatte. Zuvor hatte der Revolutionsrat der Fatah erstmals öffentlich die Amtsführung von Fayyad kritisiert. Fayyad gilt bei vielen Palästinensern als zu USA- und Israel-freundlich.
Dem Vorhaben einer einseitigen Ausrufung des Staates Palästina stand er skeptisch gegenüber. Zur Erlangung staatlicher Souveränität für das palästinensische Volk setzte er darauf, diese zuerst durch Konsolidierung von Zivilgesellschaft und Wirtschaft unausweichlich zu machen.
Unter Fayyads Reformen erreichte das Wirtschaftswachstum im Westjordanland 2009 mit 8,5 % fast die Geschwindigkeit Chinas.

## Privates
Fayyad ist Sunnit, verheiratet und hat drei Söhne. Er lebt in Ostjerusalem. Fayyad verfügt auch über die amerikanische Staatsbürgerschaft.